# Nigel Lythgoe
Nigel Lythgoe, född 9 juli 1949 i Wallasey, Merseyside, är en brittisk dansare och koreograf. Han sitter med i juryn i So You Think You Can Dance.